# گون‌های ایران
گون‌های ایران کتابی چندجلدی از علی اصغر رمک معصومی راجع به گون‌های ایران است.

## جوایز
این کتاب در سال ۱۳۶۸ در مراسم کتاب سال جمهوری اسلامی ایران به‌عنوان کتاب شایسته تقدیر معرفی شد.